# Temporada 1997-1998 del FC Barcelona
El FC Barcelona, sota el lideratge d'un nou entrenador (Louis van Gaal), va retornar al camí de la victòria a la Lliga espanyola, campionat que no guanyava des de la temporada 1993-1994, encara amb Johan Cruyff a la banqueta. L'entrenador neerlandès, fitxat de l'Ajax d'Amsterdam, va arribar al Barça amb el davanter centre Sonny Anderson, el centrecampista ofensiu Rivaldo, el porter Ruud Hesp i el defensa Michael Reiziger; però va veure com la gran estrella ofensiva de la temporada anterior, Ronaldo, era traspassat a l'Inter de Milà just abans de començar la temporada oficial.
Van Gaal va instaurar la formació 4-3-3, sota la qual Rivaldo va marcar 28 gols oficials jugant de davanter centre. L'equip va guanyar la seva quinzena Lliga, la seva segona Supercopa d'Europa i la vint-i-quatrena Copa del Rei, de manera que va aconseguir un doblet; però va fracassar estrepitosament a la Lliga de Campions de la UEFA, competició on va ser eliminat a la primera fase ja que només va ser capaç de guanyar un dels 6 partits de la lligueta.
Les dades més destacades de la temporada 1997-1998 del Futbol Club Barcelona són les següents:

## Títols
- Lliga: (15a)
- Copa: (24a)

## Plantilla[5]
| No. |  | Posició | Jugador                    |
| --- |  | ------- | -------------------------- |
| 1   |  | POR     | Vítor Baía                 |
| 2   |  | DEF     | Albert Ferrer              |
| 3   |  | DEF     | Abelardo Fernández         |
| 4   |  | MIG     | Josep Guardiola (Capità)   |
| 5   |  | DEF     | Fernando Couto             |
| 6   |  | MIG     | Òscar García               |
| 7   |  | MIG     | Luís Figo                  |
| 8   |  | DAV     | Hristo Stoítxkov           |
| 9   |  | DAV     | Sonny Anderson             |
| 10  |  | DAV     | Giovanni Silva de Oliveira |
| 11  |  | DAV     | Rivaldo                    |
| 12  |  | DEF     | Sergi Barjuan              |

| No. |  | Posició | Jugador               |
| --- |  | ------- | --------------------- |
| 13  |  | POR     | Ruud Hesp             |
| 14  |  | DAV     | Emmanuel Amunike      |
| 15  |  | DAV     | Christophe Dugarry    |
| 16  |  | DAV     | Dragan Ćirić          |
| 17  |  | DEF     | Winston Bogarde       |
| 18  |  | MIG     | Guillermo Amor        |
| 19  |  | DAV     | Juan Antonio Pizzi    |
| 20  |  | DEF     | Miquel Àngel Nadal    |
| 21  |  | MIG     | Luís Enrique Martínez |
| 22  |  | DEF     | Michael Reiziger      |
| 23  |  | MIG     | Ivan de la Peña       |
| 25  |  | POR     | Carles Busquets       |

### Equip tècnic
- Entrenador:  Louis van Gaal

## Competicions

### Resultats a la Liga
| 31 agost 1997 | FC Barcelona                   | 3-0     | Reial Societat | Barcelona  |  |
| 1             | Rivaldo 26' 80' · Giovanni 56' | Informe |                | Camp Nou · |  |

| 8 de setembre de 1997 | València CF | 0-3     | FC Barcelona                                      | València             |  |
| 2                     |             | Informe | Anderson 1' · Rivaldo 37' (pen.) · de la Peña 81' | Estadi de Mestalla · |  |

| 13 de setembre de 1997 | FC Barcelona               | 2-1     | Deportivo La Coruña | Barcelona  |  |
| 3                      | Enrique 23' · Anderson 87' | Informe | Luizão 89'          | Camp Nou · |  |

| 27 de setembre de 1997 | Sporting de Gijón | 1-4     | FC Barcelona                    | Gijón               |  |
| 4                      | Bango 30'         | Informe | Enrique 2' 73' · Rivaldo 8' 82' | Estadi El Molinón · |  |

| 5 d'octubre de 1997 | FC Barcelona               | 3-2     | CD Tenerife           | Barcelona  |  |
| 5                   | Òscar 6' 31' · Enrique 50' | Informe | Juanele 24' · Paz 28' | Camp Nou · |  |

| 14 d'octubre de 1997 | RCD Mallorca | 0-1     | FC Barcelona | Palma             |  |
| 6                    |              | Informe | Enrique 5'   | Estadi Son Moix · |  |

| 18 d'octubre de 1997 | SD Compostela         | 2-2     | FC Barcelona            | Santiago de Compostel·la |  |
| 7                    | Penev 36' · Nacho 56' | Informe | Òscar 59' · Rivaldo 73' |                          |  |

| 26 d'octubre de 1997 | FC Barcelona            | 2-0     | Racing de Santander | Barcelona  |  |
| 8                    | Òscar 51' · Enrique 68' | Informe |                     | Camp Nou · |  |

| 1 de novembre de 1997 | Reial Madrid         | 2-3     | FC Barcelona                            | Madrid                     |  |
| 9                     | Raúl 48' · Šuker 61' | Informe | Rivaldo 5' · Enrique 50' · Anderson 79' | Estadi Santiago Bernabéu · |  |

| 9 de novembre de 1997 | FC Barcelona | 1-2     | Reial Valladolid           | Barcelona  |  |
| 10                    | Pizzi 89'    | Informe | Eusebio 10' · Peternac 50' | Camp Nou · |  |

| 13 de novembre de 1997 | Athletic Club                         | 3-0     | FC Barcelona | Bilbao                |  |
| 11                     | Ziganda 40' · Alkiza 50' · Urzaiz 72' | Informe |              | Estadi de San Mamés · |  |

| 16 de novembre de 1997 | FC Barcelona                               | 3-2     | Celta de Vigo            | Barcelona  |  |
| 12                     | Eggen 10' (o.g.) · Rivaldo 60' · Pizzi 66' | Informe | Cadete 37' · Sánchez 84' | Camp Nou · |  |

| 22 de novembre de 1997 | Reial Oviedo      | 1-0     | FC Barcelona | Oviedo                   |  |
| 13                     | Pompei 67' (pen.) | Informe |              | Estadi Carlos Tartiere · |  |

| 1 de desembre de 1997 | FC Barcelona                                    | 3-1     | CP Mérida         | Barcelona  |  |
| 14                    | Anderson 34' · Enrique 70' · Rivaldo 73' (pen.) | Informe | Sinval 81' (pen.) | Camp Nou · |  |

| 6 de desembre de 1997 | Reial Saragossa | 1-2     | FC Barcelona              | Saragossa               |  |
| 15                    | Aragón 54'      | Informe | Barjuán 17' · Rivaldo 30' | Estadi de La Romareda · |  |

| 13 de desembre de 1997 | FC Barcelona                             | 3-1     | RCD Espanyol        | Barcelona  |  |
| 16                     | Enrique 24' · Giovanni 51' · Barjuán 72' | Informe | Esnáider 58' (pen.) | Camp Nou · |  |

| 20 de desembre de 1997 | FC Barcelona                          | 3-1     | Atlètic de Madrid | Barcelona  |  |
| 18                     | Enrique 48' 70' · Giovanni 65' (pen.) | Informe | Roberto 21'       | Camp Nou · |  |

| 5 de gener de 1998 | UD Salamanca                                     | 4-3     | FC Barcelona                                     | Salamanca |  |
| 19                 | Zegarra 43' · Brito 80' (pen.) 83' · Silvani 87' | Informe | Anderson 12' · Enrique 50' · Giovanni 68' (pen.) |           |  |

| 11 de gener de 1998 | Reial Societat           | 2-2     | FC Barcelona               | Sant Sebastià     |  |
| 20                  | Loren 82' · de Paula 89' | Informe | Enrique 30' · Anderson 70' | Estadi d'Anoeta · |  |

| 19 de gener de 1998 | FC Barcelona                                   | 3-4     | València CF                             | Barcelona  |  |
| 21                  | Enrique 32' · Rivaldo 49' · Cáceres 54' (o.g.) | Informe | Morigi 69' · López 75' 87' · Ortega 88' | Camp Nou · |  |

| 25 de gener de 1998 | Deportivo La Coruña                 | 3-1     | FC Barcelona | La Coruña          |  |
| 22                  | Fran 3' · Abreu 75' · Djalminha 84' | Informe | Pizzi 85'    | Estadi de Riazor · |  |

| 1 de febrer de 1998 | FC Barcelona    | 2-1     | Sporting de Gijón | Barcelona  |  |
| 23                  | Rivaldo 18' 37' | Informe | Txérixev 35'      | Camp Nou · |  |

| 8 de febrer de 1998 | CD Tenerife   | 1-1     | FC Barcelona | Santa Cruz de La Palma             |  |
| 24                  | Jokanović 46' | Informe | Rivaldo 44'  | Estadi Heliodoro Rodríguez López · |  |

| 15 de febrer de 1998 | FC Barcelona | 0-0     | RCD Mallorca | Barcelona  |  |
| 25                   |              | Informe |              | Camp Nou · |  |

| 22 de febrer de 1998 | FC Barcelona           | 2-0     | SD Compostela | Barcelona  |  |
| 26                   | Figo 14' · Enrique 29' | Informe |               | Camp Nou · |  |

| 2 de març de 1998 | Racing de Santander             | 2-4     | FC Barcelona                       | Santander              |  |
| 27                | Correa 10' (pen.) · Alberto 80' | Informe | Rivaldo 69' 72' · Anderson 82' 89' | Estadi del Sardinero · |  |

| 7 de març de 1998 | FC Barcelona                           | 3-0     | Reial Madrid | Barcelona  |  |
| 28                | Anderson 69' · Figo 80' · Giovanni 85' | Informe |              | Camp Nou · |  |

| 15 de març de 1998 | Reial Valladolid | 1-2     | FC Barcelona           | Valladolid             |  |
| 29                 | Chema 12'        | Informe | Rivaldo 56' · Figo 89' | Estadi José Zorrilla · |  |

| 22 de març de 1998 | FC Barcelona                               | 4-0     | Athletic Club | Barcelona  |  |
| 30                 | Giovanni 3' · Anderson 13' 47' · Òscar 79' | Informe |               | Camp Nou · |  |

| 29 de març de 1998 | Celta de Vigo                           | 3-1     | FC Barcelona | Vigo                 |  |
| 31                 | Revivo 21' · Mostovoy 32' · Mazinho 70' | Informe | Enrique 27'  | Estadi de Balaídos · |  |

| 4 d'abril de 1998 | FC Barcelona              | 2-1     | Reial Oviedo       | Barcelona  |  |
| 32                | Enrique 31' · Bogarde 41' | Informe | Bogarde 69' (o.g.) | Camp Nou · |  |

| 7 d'abril de 1998 | Reial Betis | 0-2     | FC Barcelona               | Sevilla                    |  |
| 17                |             | Informe | Giovanni 52' · Rivaldo 59' | Estadi Benito Villamarín · |  |

| 11 d'abril de 1998 | CP Mérida   | 1-2     | FC Barcelona           | Mèrida |  |
| 33                 | Biagini 80' | Informe | Figo 66' · Enrique 71' |        |  |

| 18 d'abril de 1998 | FC Barcelona | 1-0     | Reial Saragossa | Barcelona  |  |
| 34                 | Giovanni 77' | Informe |                 | Camp Nou · |  |

| 25 d'abril de 1998 | RCD Espanyol | 1-1     | FC Barcelona | Barcelona               |  |
| 35                 | Sergio 56'   | Informe | Figo 37'     | Estadi Lluís Companys · |  |

| 3 de maig de 1998 | FC Barcelona | 1-3     | Reial Betis                  | Barcelona  |  |
| 36                | Bogarde 24'  | Informe | Alfonso 44' · George 58' 89' | Camp Nou · |  |

| 10 de maig de 1998 | Atlètic de Madrid                                              | 5-2     | FC Barcelona                 | Madrid                    |  |
| 37                 | Paunović 19' · Couto 25' (o.g.) · Vieri 60' 82' · Caminero 70' | Informe | Rivaldo 12' · de la Peña 81' | Estadi Vicente Calderón · |  |

| 15 de maig de 1998 | FC Barcelona | 1-4     | UD Salamanca                              | Barcelona  |  |
| 38                 | Jofre 89'    | Informe | Silvani 18' · Pauleta 52' 55' · Brito 72' | Camp Nou · |  |

### Copa del rei

#### Vuitens de final
| 15 de gener de 1998 | FC Barcelona             | 2-1 | València CF      | Barcelona                                                |  |
| 20:30               | Enrique 4' · Rivaldo 66' |     | Gómez 37' (pen.) | Camp Nou · 55,000 espectadors · Manuel Mejuto González · |  |

| 22 de gener de 1998 | València CF | 1-3 | FC Barcelona                          | València                                                        |  |
| 20:30               | Angloma 68' |     | Rivaldo 26' (pen.) 79' · Giovanni 90' | Estadi de Mestalla · 48,000 espectadors · Antonio López Nieto · |  |

#### Quarts de final
| 5 de febrer de 1998 | FC Barcelona           | 2-0 | CP Mérida | Barcelona                                                |  |
| 21:00               | Enrique 16' · Figo 79' |     |           | Camp Nou · 25,000 espectadors · Víctor Esquinas Torres · |  |

| 11 de febrer de 1998 | CP Mérida | 0-3 | FC Barcelona                                | Mèrida                                                         |  |
| 21:00                |           |     | Barjuán 2' · Rivaldo 52' (pen.) · Ćirić 80' | Estadi Romano · 15,000 espectadors · José López De La Fuente · |  |

#### Semifinals
| 18 de febrer de 1998 | FC Barcelona                                   | 5-2 | Reial Saragossa | Barcelona                                             |  |
| 20:30                | Rivaldo 3' 6' 47' · Giovanni 11' · Enrique 20' |     | Garitano 1' 40' | Camp Nou · 45,000 espectadors · Antonio López Nieto · |  |

| 26 de febrer de 1998 | Reial Saragossa | 0–0 | FC Barcelona | Saragossa                                             |  |
| 21:00                |                 |     |              | La Romareda · 34,000 espectadors · Manuel Díaz Vega · |  |

#### Final
| 29 d'abril de 1998                                                     | FC Barcelona                                                           | 1–1 (pròrroga)  | RCD Mallorca                                                              |                                                                               |                                                                           |
| 21:00 CET                                                              | Rivaldo 66'                                                            |                 | Stanković 6'                                                              | València · Stadium: Estadi de Mestalla · 54,000 espectadors · Daudén Ibáñez · |                                                                           |
|                                                                        |                                                                        | Tanda de penals |                                                                           |                                                                               |                                                                           |
| Rivaldo · Giovanni · Celades · Pizzi · Roger · Figo · Óscar · Reiziger | Rivaldo · Giovanni · Celades · Pizzi · Roger · Figo · Óscar · Reiziger | 5–4             | Iván Rocha · Soler · Campo · Olaizola · Roa · Stanković · Amato · Eskurza | Iván Rocha · Soler · Campo · Olaizola · Roa · Stanković · Amato · Eskurza     | Iván Rocha · Soler · Campo · Olaizola · Roa · Stanković · Amato · Eskurza |

### Lliga de Campions de la UEFA
| 17 de setembre de 1997 | Newcastle United FC           | 3–2     | FC Barcelona                |                                                                               |  |
| 20:45                  | Asprilla 22' (pen.), 31', 49' | Informe | Luis Enrique 73' · Figo 89' | St James' Park, Newcastle · 35,274 espectadors · Pierluigi Collina (Itàlia) · |  |

| 1 d'octubre de 1997 | FC Barcelona          | 2–2     | PSV Eindhoven         |                                                                      |  |
| 20:45               | Luis Enrique 61', 74' | Informe | Cocu 70' · Møller 86' | Camp Nou, Barcelona · 82,000 espectadors · Hellmut Krug (Alemanya) · |  |

| 22 d'octubre de 1997 | FC Dinamo de Kíev                          | 3–0     | FC Barcelona |                                                                        |  |
| 20:45                | Rebrov 6' · Maximov 32' · Kalitvintsev 65' | Informe |              | Olympic Stadium, Kíev · 100,000 espectadors · Markus Merk (Alemanya) · |  |

| 5 de novembre de 1997 | FC Barcelona | 0–4     | FC Dinamo de Kíev                           |                                                                    |  |
| 20:45                 |              | Informe | Shevchenko 9', 32', 44' (pen.) · Rebrov 79' | Camp Nou, Barcelona · 52,200 espectadors · Hugh Dallas (Escòcia) · |  |

| 26 de novembre de 1997 | FC Barcelona | 1–0     | Newcastle United FC |                                                                  |  |
| 20:45                  | Giovanni 17' | Informe |                     | Camp Nou, Barcelona · 26,000 espectadors · Marc Batta (França) · |  |

| 10 de desembre de 1997 | PSV Eindhoven                      | 2–2     | FC Barcelona                |                                                                           |  |
| 20:45                  | Abelardo 54' (o.g.) · De Bilde 56' | Informe | Abelardo 32' · Giovanni 66' | Philips Stadion, Eindhoven · 29,400 espectadors · Anders Frisk (Suècia) · |  |

### Supercopa d'Espanya
| 20 d'agost de 1997 | FC Barcelona                    | 2-1 | Reial Madrid CF | Barcelona                                         |  |
| 21:30              | Nadal 11' · Giovanni 85' (pen.) |     | Raúl 5'         | Camp Nou · 120,000 espectadors · Gracia Redondo · |  |

| 23 d'agost de 1997 | Reial Madrid CF                            | 4-1     | FC Barcelona | Madrid                                                   |  |
| 22:00              | Raúl 42' 54' · Mijatović 58' · Seedorf 65' | Informe | Giovanni 80' | Santiago Bernabéu · 70,000 espectadors · Dauden Ibáñez · |  |

### Supercopa d'Europa
| 8 de gener de 1998 | FC Barcelona                         | 2-0 | Borussia Dortmund | Barcelona                                       |  |
| 21:00              | Luis Enrique 8' · Rivaldo 61' (pen.) |     |                   | Camp Nou · 50,000 espectadors · David Elleray · |  |

| 11 de març de 1998 | Borussia Dortmund | 1-1     | FC Barcelona | Dortmund                                                  |  |
| 20:00              | Heinrich 64'      | Informe | Giovanni 8'  | Westfalenstadion · 32,500 espectadors · Piero Ceccarini · |  |

## Resultats
| PARTITS |
| --- |
| 20-8-1997 SUPERCOPA DE ESPAÑA BARCELONA-REAL MADRID 2-1 23-8-1997 SUPERCOPA DE ESPAÑA REAL MADRID-BARCELONA 4-1 31-8-1997 LLIGA BARCELONA-REIAL SOCIETAT 3-0 8-9-1997 LLIGA VALENCIA-BARCELONA 0-3 13-9-1997 LLIGA BARCELONA-DEPORTIVO 2-1 27-9-1997 LLIGA SPORTING-BARCELONA 1-4 5-10-1997 LLIGA BARCELONA-TENERIFE 3-2 14-10-1997 LLIGA MALLORCA-BARCELONA 0-1 18-10-1997 LLIGA COMPOSTELA-BARCELONA 2-2 26-10-1997 LLIGA BARCELONA-RACING 2-0 1-11-1997 LLIGA REAL MADRID-BARCELONA 2-3 9-11-1997 LLIGA BARCELONA-VALLADOLID 1-2 13-11-1997 LLIGA ATHLETIC-BARCELONA 3-0 16-11-1997 LLIGA BARCELONA-CELTA 3-2 22-11-1997 LLIGA OVIEDO-BARCELONA 1-0 1-12-1997 LLIGA BARCELONA-MERIDA 3-1 6-12-1997 LLIGA ESPANOLA ZARAGOZA-BARCELONA 1-2 13-12-1997 LLIGA BARCELONA-ESPANYOL 3-1 7-4-1998 LLIGA BETIS-BARCELONA 0-2 20-12-1997 LLIGA BARCELONA-ATLÈTICO DE MADRID 3-1 5-1-1998 LLIGA SALAMANCA-BARCELONA 4-3 11-1-1998 LLIGA REIAL SOCIETAT-BARCELONA 2-2 19-1-1998 LLIGA BARCELONA-VALENCIA 3-4 25-1-1998 LLIGA DEPORTIVO-BARCELONA 3-1 1-2-1998 LLIGA BARCELONA-SPORTING 2-1 8-2-1998 LLIGA TENERIFE-BARCELONA 1-1 15-2-1998 LLIGA BARCELONA-MALLORCA 0-0 22-2-1998 LLIGA BARCELONA-COMPOSTELA 2-0 2-3-1998 LLIGA RACING-BARCELONA 2-4 7-3-1998 LLIGA BARCELONA-REAL MADRID 3-0 15-3-1998 LLIGA VALLADOLID-BARCELONA 1-2 22-3-1998 LLIGA BARCELONA-ATHLETIC 4-0 29-3-1998 LLIGA CELTA-BARCELONA 3-1 4-4-1998 LLIGA BARCELONA-OVIEDO 2-1 11-4-1998 LLIGA MERIDA-BARCELONA 1-2 18-4-1998 LLIGA BARCELONA-ZARAGOZA 1-0 25-4-1998 LLIGA ESPANYOL-BARCELONA 1-1 3-5-1998 LLIGA BARCELONA-BETIS 1-3 10-5-1998 LLIGA ATLETICO DE MADRID-BARCELONA 5-2 15-5-1998 LLIGA BARCELONA-SALAMANCA 1-4 15-1-1998 COPA DEL REI BARCELONA-VALENCIA 2-1 22-1-1998 COPA DEL REI VALENCIA-BARCELONA 1-3 5-2-1998 COPA DEL REI BARCELONA-MERIDA 2-0 11-2-1998 COPA DEL REI MERIDA-BARCELONA 0-3 18-2-1998 COPA DEL REI BARCELONA-ZARAGOZA 5-2 26-2-1998 COPA DEL REI ZARAGOZA-BARCELONA 0-0 29-4-1998 COPA DEL REI FINAL BARCELONA-MALLORCA 1-1 /5-4/ PENALS 13-8-1998 COPA D'EUROPA BARCELONA-SKONTO FC 3-2 28-8-1998 COPA D'EUROPA SKONTO FC-BARCELONA 0-1 17-9-1997 COPA D'EUROPA NEWCASTLE-BARCELONA 3-2 1-10-1997 COPA D'EUROPA BARCELONA-PSV EINDHOVEN 2-2 22-10-1997 COPA D'EUROPA DINAMO KIEV-BARCELONA 3-0 5-11-1997 COPA D'EUROPA BARCELONA-DINAMO KIEV 0-4 26-11-1997 COPA D'EUROPA BARCELONA-NEWCASTLE 1-0 10-12-1997 COPA D'EUROPA PSV EINDHOVEN-BARCELONA 2-2 8-1-1998 SUPERCOPA D'EUROPA BARCELONA-BORUSSIA DORTMUND 2-0 11-3-1998 SUPERCOPA D'EUROPA BORUSSIA DORTMUND-BARCELONA 1-1 24-3-1998 COPA CATALUNYA LLEIDA-BARCELONA 1-2 5-5-1998 COPA CATALUNYA BARCELONA-EUROPA 1-1 /3-4/ PENALS 25-7-1997 Amistós IF ELFSBORG-BARCELONA 0-3 3-8-1997 Amistós AZ ALKMAAR-BARCELONA 1-2 6-8-1997 Amistós FC TWENTE-BARCELONA 0-1 9-8-1997 Amistós MALLORCA-BARCELONA 1-1 16-8-1997 JOAN GAMPER BARCELONA-SAMPDORIA 2-2 /6-5/ PENALS 27-1-1998 Amistós BARCELONA-PARTIZAN 1-0 12-5-1998 Amistós BARCELONA-SOUTHAMPTON 4-0 |